# 是澤涼輔
是澤 涼輔（これさわ りょうすけ、2000年4月19日 - ）は、三重県いなべ市出身のプロ野球選手（捕手・育成選手）。埼玉西武ライオンズ所属。

## 経歴

### プロ入り前
暁中学校時代は三重川越ヤングでプレー。
柘植世那に憧れて進学した健大高崎高校では2番手の控えとして過ごし、2年春に甲子園出場も自身はメンバーに入れず実績はなかった。
指定校推薦で進学した法政大学では、3番手の控え捕手であり試合ではもっぱらブルペン捕手を務めていた。4年春に東京六大学リーグ戦デビューし、通算4試合で3打数0安打。
2022年10月20日に開催された2022年度ドラフト会議で埼玉西武ライオンズから育成4巡目で指名を受けた。11月7日、支度金350万円、年俸400万円で入団に合意した（金額は推定）。背番号は122。担当スカウトは竹下潤。

### 西武時代
2023年は二軍戦で26試合に出場し、打率.207、2本塁打、2打点を記録。オフに台湾で開催されたアジアウインターベースボールリーグに派遣され試合にも出場。12月20日、現状維持となる推定年俸400万円で契約を更改した。
2024年は二軍戦で前年を上回る31試合に出場。打率.270、10打点と成績を伸ばした。

## 選手としての特徴・人物
捕球から二塁到達まで1秒85、遠投120m、最速142km/hを誇る鉄砲肩。
愛称は「火縄銃」。法政大学時代、送球時の球の握り替えが遅いことからつけられた。
学生時代の実績の薄い選手だが、法政大学の同学年の捕手である村上喬一朗と大柿廉太郎からは「プロになって然るべき選手」との評価を受けている。また、西武の育成アマチュア担当・竹下潤は、是澤の指名理由について、練習態度が目に留まり、更に西武の捕手不足のチーム事情も重なって、「ライオンズの何かを変えてくれるかもしれない」と感じたと説明している。

## 詳細情報

### 背番号
- 122（2023年[6] - ）